# Araneus musawas
Araneus musawas Levi, 1991 è un ragno appartenente alla famiglia Araneidae.

## Distribuzione
L'olotipo maschile è stato rinvenuto in una località del Nicaragua settentrionale: nel villaggio di Musawas, sul rio Huaspuc, nella Regione Autonoma Atlantico Nord.

## Tassonomia
Non sono stati esaminati esemplari di questa specie dal 1991
Attualmente, a dicembre 2013, non sono note sottospecie